# Antenne dièdre
 (janvier 2017).
Si vous disposez d'ouvrages ou d'articles de référence ou si vous connaissez des sites web de qualité traitant du thème abordé ici, merci de compléter l'article en donnant les références utiles à sa vérifiabilité et en les liant à la section « Notes et références ».
L'antenne dièdre, plus précisément l'antenne à réflecteur dièdre, est une antenne composée d'un dipôle demi-onde placé à l'intérieur d'un réflecteur formé de 2 panneaux métalliques de tôle pleine, ajourée (grillage) ou formés d'éléments parasites, disposés en V, (les anglosaxons parlent de "corner reflector antenna" ou plus simplement "corner antenna" ).  Vu sa faible densité, sa bonne tenue à la corrosion et sa bonne conductivité électrique, la tole d'aluminium est bien adaptée à la confection de ce type d'antenne.  Cette antenne est décrite par John KRAUS  qui en fit une étude exhaustive ou par K. ROTHAMMEL dans son ouvrage "Antennenbuch" , 

## Description

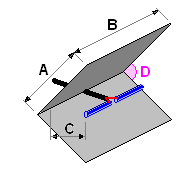
Antenne dièdre. En bleu : le dipôle demi-onde, en noir le câble coaxial

L'angle du V est généralement compris entre 45 et 90 degrés. Son gain peut dépasser 10 dBi. Il dépend des dimensions du réflecteur, de l'angle du dièdre et de la position du dipôle. L'impédance au point d'alimentation du dipôle dépend de la position de celui-ci par rapport au réflecteur ; on peut l'ajuster entre quasiment 0 et 150 ohms en modifiant la distance au sommet du dièdre (cote C sur le dessin).  Lorsque cette dernière est égale à 0,3 λ (longueur d'onde) et l'angle du dièdre 90°, l'impédance du cable alimentant l'antenne est de 50 Ω.  Un dispositif de symétrisation reste cependant nécessaire, tel que celui représenté à la fig. 7.3.19 de l'ouvrage de K. ROTHAMMEL "Antennenbuch" consistant en un conducteur parallèle au cable coaxial d'alimentation dont la longueur est d'un quart d'onde, joignant l'ame du cable coaxial où elle est connectée au dipole au blindage du dit cable. La fig. 12-13a de l'ouvrage de KRAUS (op. cit) est un diagramme qui entre autres indique la dépendance de la résistance équivalente du dipole à sa distance au sommet du réflecteur. 

## Utilisation
Cette antenne, relativement peu fréquente, mais aisée à construire est utilisable pratiquement de 100 MHz à quelques gigahertz. Elle est caractérisée par sa large bande passante et son très bon rapport avant-arrière qui l'a faite utiliser en télévision sur UHF.  Les détails de construction peuvent être déduits de l'ouvrage de J. KRAUS ou encore de celui de K. ROTHAMMEL 